# The Hunting Party (Album)
The Hunting Party (englisch für „Die Jagdgesellschaft“) ist das sechste Studioalbum der kalifornischen Rockband Linkin Park. Das Album wurde am 13. Juni 2014 bei Warner Brothers Records veröffentlicht.

## Hintergrund
Während der Living Things Tour im Jahr 2013 hatte Mike Shinoda diverse Demos angefertigt. Obwohl die anderen Bandmitglieder und der langjährige Produzent Rick Rubin von den Dance- und Indie-beeinflussten Aufnahmen durchaus angetan waren, entschied sich Shinoda dafür, nochmals neu anzufangen und schrieb stattdessen wesentlich lautere, härtere und aggressivere Musik. Chester Bennington, der vorgeschlagen hatte, eine düsterere Richtung einzuschlagen, bevor er sich im Sommer 2013 den Stone Temple Pilots für eine EP und eine kurze Tour anschloss, zeigte sich bei seiner Rückkehr überrascht und verglich den neuen Stil etwas übertreibend mit Death Metal. Shinoda erklärte den abrupten Kurswechsel damit, dass er merkte, dass er „nicht an diese Musik glaubt“ und dass es ein Fehler sei. Im September 2013 schrieb Shinoda einen Artikel, in dem er die „heutige Rockmusik“ scharf kritisiert und sie als „pussified“, also verweichlicht, anprangert. Er sah seine Band in der Position, jene Musik machen zu können, die er zurzeit vermisst.
Den „Zustand der Rockmusik“ verglich Shinoda mit dem Phänomen des Sōshoku Danshi (japanisch für „Pflanzenfresser-Mann“). Die für August 2014 geplante Carnivores Tour (englisch für „Fleischfresser-Tour“) mit Thirty Seconds to Mars und AFI nimmt diese Idee ebenso auf wie der Albumtitel.

## Entstehung und Komposition
Brad Delson und Mike Shinoda produzierten das Album selbst, nachdem die letzten drei Alben von Rick Rubin koproduziert worden waren. Auch ein anderes Studio wurde eigens für dieses Album ausgewählt. Generell verbrachte die Band mehr Zeit im Studio und arbeitete mit weniger digitaler Unterstützung. In den vergangenen Jahren wurden die Lieder meist am Computer geschaffen und erst später im Studio nachgespielt. Das Instrumental Drawbar, das zusammen mit Tom Morello aufgenommen wurde, entstand sogar bei einer Jamsession, da Rage Against the Machine ihre Songs stets so schrieben.
Brad Delson erklärte die neue Vorgehensweise folgendermaßen:

„Something unintentional might be the coolest sound I make all day, and knowing how to allow those mistakes to happen and to shape them potentially makes for some great music.“

„Etwas Unbeabsichtigtes kann der coolste Sound sein, den ich den ganzen Tag lang mache; zu wissen, wie man solche Fehler ermöglicht und sie auszugestalten, kann zu großartiger Musik führen.“

Mike Shinoda sagte in einem Interview, dass das Album für Rob Bourdon eine schwierige Aufgabe sei. Da es das härteste Material sei, das die Band je geschrieben hat, sei es notwendig geworden, dass er körperlich zulege. Nachdem er sieben Tage lang zehn Stunden lang Schlagzeug gespielt hatte, erlitt er eine Verletzung am Rücken.
Vier Lieder enthalten Gastmusiker: Page Hamilton von der Rockband Helmet singt den Refrain und spielt Gitarre in All for Nothing. Laut Shinoda wäre dieser Song nie geschrieben worden, hätte er nie Musik von Helmet gehört. Aus diesem Grund fragte er Hamilton an, ob er den Refrain singen würde, woraufhin dieser einwilligte und sogar noch einige Ergänzungen vornahm.
Rapper Rakim, bekannt als Teil des Achtziger-Hip-Hop-Duos Eric B. & Rakim steuerte eine Strophe für Guilty All the Same bei. Die Idee, einen Rap-Part von Rakim zu bekommen, war ursprünglich nur so dahergesagt – Shinoda bezeichnete Rakim wiederholt als eines seiner großen Idole – verwirklichte sich allerdings dadurch, dass ihr Toningenieur Rakims ehemaligen Toningenieur kannte und vorschlug, dort nachzufragen. Rakim, der eine Abneigung gegenüber der heutigen Popmusik habe, ließ sich für die Idee, die dem Song, oder auch dem Album, zugrunde liegt, begeistern und nahm sich eineinhalb Wochen Zeit, um einige Zeilen über die heutige Musikindustrie zu schreiben.
Daron Malakian von System of a Down spielt Gitarre in Rebellion. Ursprünglich sollte Malakian einen Teil zu einer bereits vorhandenen Demo hinzufügen. Als er die Riffs, die auf Rebellion zu hören sind, vorspielte, entschloss man sich stattdessen, daraus einen neuen Song zu entwickeln.
Mit Tom Morello kam die Band für eine Jamsession zusammen, woraus das Instrumental Drawbar entstand. Shinoda erklärte, sie hätten versucht Gesang darüberzulegen, was sich dann aber nicht richtig angefühlt habe.

## Titelliste
| #  | Titel                                 | Länge | Bemerkung    |
| -- | ------------------------------------- | ----- | ------------ |
| 1  | Keys to the Kingdom                   | 3:38  |              |
| 2  | All for Nothing (feat. Page Hamilton) | 3:33  |              |
| 3  | Guilty All the Same (feat. Rakim)     | 5:56  |              |
| 4  | The Summoning                         | 1:00  | Interlude    |
| 5  | War                                   | 2:11  |              |
| 6  | Wastelands                            | 3:15  |              |
| 7  | Until It’s Gone                       | 3:53  |              |
| 8  | Rebellion (feat. Daron Malakian)      | 3:44  |              |
| 9  | Mark the Graves                       | 5:05  |              |
| 10 | Drawbar (feat. Tom Morello)           | 2:46  | Instrumental |
| 11 | Final Masquerade                      | 3:37  |              |
| 12 | A Line in the Sand                    | 6:35  |              |

## Singleauskopplungen
Die erste Single Guilty All the Same wurde am 7. März 2014 veröffentlicht. Als Musikvideo dient ein Zusammenschnitt aus Szenen vom Computerspiel Project Spark.
Das etwas radiofreundlichere Until It’s Gone erschien am 6. Mai als zweite Single. Ebenfalls seit dem 6. Mai konnte man auf iTunes das Album vorbestellen. In Deutschland erschien die Download-Single allerdings erst zeitgleich mit der CD-Single am 30. Mai. Guilty All the Same, das nicht als physische Single erschienen ist, dient hier als B-Seite. Das Musikvideo wurde am 11. Juni veröffentlicht.
Die dritte Single Wastelands erschien am 1. Juni. Am 4. Juni wurde Rebellion als vierte Single veröffentlicht. Am 9. Juni 2014 wurde mit Final Masquerade die fünfte und letzte Single veröffentlicht. Sie enthält eine Liveversion von Until It’s Gone als B-Seite.
Zu allen fünf veröffentlichten Singles wurden jeweils offizielle Lyrikvideos publiziert. Konventionelle Musikvideos wurden nur für Until It’s Gone und Final Masquerade produziert.
Singles in den Charts

| Jahr | Titel               | Höchstplatzierung, Gesamtwochen, AuszeichnungChartplatzierungen (Jahr, Titel, , Platzierungen, Wochen, Auszeichnungen, Anmerkungen) | Höchstplatzierung, Gesamtwochen, AuszeichnungChartplatzierungen (Jahr, Titel, , Platzierungen, Wochen, Auszeichnungen, Anmerkungen) | Höchstplatzierung, Gesamtwochen, AuszeichnungChartplatzierungen (Jahr, Titel, , Platzierungen, Wochen, Auszeichnungen, Anmerkungen) | Höchstplatzierung, Gesamtwochen, AuszeichnungChartplatzierungen (Jahr, Titel, , Platzierungen, Wochen, Auszeichnungen, Anmerkungen) | Höchstplatzierung, Gesamtwochen, AuszeichnungChartplatzierungen (Jahr, Titel, , Platzierungen, Wochen, Auszeichnungen, Anmerkungen) | Anmerkungen                                             |
| Jahr | Titel               | DE | AT | CH | UK | Rock | Anmerkungen                                             |
| ---- | ------------------- | --- | --- | --- | --- | --- | ------------------------------------------------------- |
| 2014 | Guilty All the Same | DE32 (7 Wo.)DE | AT48 (1 Wo.)AT | CH50 (2 Wo.)CH | — | Rock1 (20 Wo.)Rock | Erstveröffentlichung: 7. März 2014 feat. Rakim          |
| 2014 | Until It’s Gone     | DE24 (4 Wo.)DE | AT33 (3 Wo.)AT | CH23 (3 Wo.)CH | UK78 (1 Wo.)UK | Rock1 (20 Wo.)Rock | Erstveröffentlichung: 6. Mai 2014                       |
| 2014 | Rebellion           | — | — | — | — | Rock15 (15 Wo.)Rock | Erstveröffentlichung: 4. Juni 2014 feat. Daron Malakian |
| 2014 | Final Masquerade    | DE70 (9 Wo.)DE | AT65 (3 Wo.)AT | CH64 (3 Wo.)CH | — | Rock35 (6 Wo.)Rock | Erstveröffentlichung: 9. Juni 2014                      |

## Rezensionen
The Hunting Party wurde von Kritikern gemischt bewertet. Im Allgemeinen wurde die Rückkehr zu härterem Rock befürwortet, häufig kritisiert wurden musikalische Orientierungs- und Identitätslosigkeit und repetitiver Sound.
Die US-amerikanische Seite Metacritic errechnete aus 15 Kritiken einen Metascore von 65 Punkten („generally favorable“), womit das Album einen ähnlichen Wert wie ihre letzten beiden Studioalben erhielt.
Die deutschen Besprechungen der E-Zines laut.de, plattentests.de und cdstarts.de sowie die der deutschen Ausgabe von Metal Hammer fielen dagegen besser als die der Vorgängeralben aus.

„Chester Bennington erweist sich als guter Sänger im technischen Sinne. Stimmlich bleibt er etwas farblos. Für Rapper Mike Shinoda gilt dasselbe – da machen die ausgeklügelten und auf Dynamik angelegten Arrangements der Band um einiges mehr her. […] Brad Delson und Shinoda erledigen an den Gitarren einen blendenden Job, die “The Hunting Party”-Riffs spielen in der vorderen Liga des Alternative-Zirkus mit. Rob Bourdon arbeitet sich variabel durch die zwölf Nummern […] über Albumlänge [ist] kein richtiger Ausfall auszumachen, was letztlich daran liegt, dass in jedem der zwölf Tracks – selbst in denen, die man weniger mag – genügend Ideen stecken, um abwechslungsreich zu bleiben und vor allem den Spannungsbogen immer aufrecht zu erhalten. “The Hunting Party” sollte die Hoffnungen der Fans nicht enttäuschen.“

„Nach vielen Jahren des sanften Dahingleitens bringen Linkin Park endlich wieder Härte ins Spiel. […] langsam kristallisiert sich auf diese Weise das gesamte Klangbild von ‚The Hunting Party‘ heraus: Linkin Park haben sich an kompromisslosem Punkrock orientiert, der streckenweise ins Hardcore-Fach abdriftet (‚War‘) und immer wieder mal einen dieser charakteristisch-raumgreifenden Refrains raushaut (‚Wastelands‘ ‚Until it’s gone‘). […] Das klingt auf dem Papier spannend, ist aber zum einen der erwartete Nackenklatscher für alle Fans der ruhigen Linkin-Park-Töne und stellt zum anderen nicht die bis zur letzten Konsequenz zu Ende gebrachte Punkrock-Peitsche dar, die angekündigt wurde.“

„“The Hunting Party” beinhaltet vor allem lautere Gitarrenspuren, weniger synthetischen Firlefanz und deutlich mehr Unmut als von den letzten Platten gewohnt. […] Trotz aller Einschränkungen bleiben Linkin Park in ihrem Metier tonangebend. Sie haben sich auf das besonnen, was sie einst stark gemacht hat: Kontrollierte Wutausbrüche mit unwiderstehlichen Refrains im deftigen Stadionrock-Outfit. Auch wenn es manches Mal an der Varianz mangelt.“

## Kommerzieller Erfolg

### Chartplatzierungen
| ChartsChartplatzierungen       | Höchstplatzierung | Wochen |
| ------------------------------ | ----------------- | ------ |
| Deutschland (GfK)              | 1 (36 Wo.)        | 36     |
| Österreich (Ö3)                | 2 (22 Wo.)        | 22     |
| Schweiz (IFPI)                 | 1 (25 Wo.)        | 25     |
| Vereinigte Staaten (Billboard) | 3 (20 Wo.)        | 20     |
| Vereinigtes Königreich (OCC)   | 2 (14 Wo.)        | 14     |

| ChartsJahrescharts (2014)      | Platzierung |
| ------------------------------ | ----------- |
| Deutschland (GfK)              | 17          |
| Österreich (Ö3)                | 30          |
| Schweiz (IFPI)                 | 18          |
| Vereinigte Staaten (Billboard) | 67          |

### Auszeichnungen für Musikverkäufe
| Land/Region                  | Auszeichnungen für Musikverkäufe (Land/Region, Auszeichnung, Verkäufe) | Verkäufe  |
| ---------------------------- | ---------------------------------------------------------------------- | --------- |
| Deutschland (BVMI)           | Platin                                                                 | 200.000   |
| Italien (FIMI)               | Gold                                                                   | 25.000    |
| Kanada (MC)                  | Gold                                                                   | 40.000    |
| Österreich (IFPI)            | Gold                                                                   | 7.500     |
| Polen (ZPAV)                 | Gold                                                                   | 10.000    |
| Schweiz (IFPI)               | Gold                                                                   | 10.000    |
| Ungarn (MAHASZ)              | Platin                                                                 | 6.000     |
| Vereinigte Staaten (RIAA)    | Platin                                                                 | 1.000.000 |
| Vereinigtes Königreich (BPI) | Gold                                                                   | 100.000   |
| Insgesamt                    | 6× Gold · 3× Platin ·                                                  | 1.398.500 |

Hauptartikel: Linkin Park/Auszeichnungen für Musikverkäufe